# Stereum scutellatum
Stereum scutellatum är en svampart som beskrevs av G. Cunn. 1956. Stereum scutellatum ingår i släktet Stereum och familjen Stereaceae.   Inga underarter finns listade i Catalogue of Life.